# Wild God
Wild God es el décimo octavo álbum de estudio de la banda Nick Cave and the Bad Seeds. Se lanzó el 30 de agosto de 2024 en streaming, CD y vinilo, precedido por los sencillos "Wild God", "Frogs" y "Long Dark Night". 
El disco fue producido por Nick Cave y Warren Ellis, mezclado por Dave Fridmann y lanzado por el sello PIAS. El 24 de septiembre de 2024 se inició la gira "Wild God Tour" en Oberhausen (Alemania), con actuaciones en Europa, Reino Unido y Estados Unidos hasta mayo de 2025. 

## Descripción
Wild God es un álbum de diez pistas, que Nick Cave comenzó a escribir en el día de Año Nuevo de 2023. Para su grabación se contó con los Bad Seeds y actuaciones adicionales de Colin Greenwood (bajo) y Luis Almau (guitarras), que trabajaron en los estudios Miraval, en Provenza, y Soundtree, en Londres.
En palabras de Cave, «Es un disco complicado, pero también profunda y alegremente contagioso. Nunca hay un plan maestro cuando hacemos un disco. Los discos reflejan más bien el estado emocional de los escritores y músicos que los han interpretado. Escuchando esto, no sé, parece que somos felices».
Respecto al título, en su blog The Red Hand Files, Cave ha explicado que surgió en el estudio de Dave Fridmann, Tarbox Road, en Cassadaga, Nueva York. «Habíamos terminado la mezcla, sentíamos que teníamos un disco excelente y estábamos bastante satisfechos con nosotros mismos. Warren (Ellis) me preguntó cómo íbamos a titular el disco. Tenía tres ideas, que eran títulos de canciones del álbum: "Conversion", "Joy" y "Wild God". Hablamos de los títulos y pensamos que "Conversion" probablemente era demasiado abiertamente religioso y podría asustar a la gente; a los dos nos gustaba "Joy", pero me preocupaba que la palabra "Joy" pudiera interpretarse como "Happy", lo que parecía engañoso. Esto nos dejó Wild God. Ambos estuvimos de acuerdo en que era un título poderoso y misterioso para un álbum».
En lo que se refiere al personaje Wild God, que aparece en varias de las canciones del álbum, Nick Cave ha explicado que «fue la primera imagen que tuve cuando empecé a escribir. Todos mis discos empiezan con imágenes que insisten en aparecer hasta que entran en las canciones. Este personaje se movía de un tema al otro. Está en “Conversion” y en “Song Of The Lake”, está en “Long Dark Night”. La idea es la de un dios como personaje, o incluso como una persona, que busca a alguien que crea en él (...). Este personaje es un dios humano que busca. Vuela y dice “¿dónde están todos, donde está mi gente?” También busca en su memoria porque es viejo: está encerrado en su memoria. Esto es la condición humana: estar encerrado en uno mismo, buscando a los demás».

## Lista de canciones
- 1. Song of the Lake
- 2. Wild God
- 3. Frogs
- 4. Joy
- 5. Final Rescue Attempt
- 6. Conversion
- 7. Cinnamon Horses
- 8. Long Dark Night
- 9. O Wow O Wow (How Wonderful She Is)

- 10. As the Waters Cover the Sea

## Recepción
El álbum se situó en el TOP 5 en Bélgica, Países Bajos, Suiza y Reino Unido. En España, Wild God alcanzó el número 1 en ventas de vinilo la semana de su lanzamiento.
La crítica fue generalmente positiva y destacó el tono esperanzador y vitalista que inunda el álbum, tras las notas más lúgubres de sus predecesores Skeleton Tree y Ghosteen. Metacritic otorgó a Wild God una puntuación de 89/100. Alexis Petridis, en The Guardian, lo puntuó con cinco estrellas y afirmó que «esta obra maestra hará que vuelvas a enamorarte de la vida». The Independent también concedió cinco estrellas al álbum, destacando que «te hará creer en el poder transformador del amor». En España, Mondosonoro lo puntuó con siete puntos sobre diez, destacando que Cave «hace más de una década que no publicaba un álbum que irradiase tanta esperanza. Y lo ha hecho sin que la espiritualidad y el anhelo de trascendencia mermen».